# Cibéba

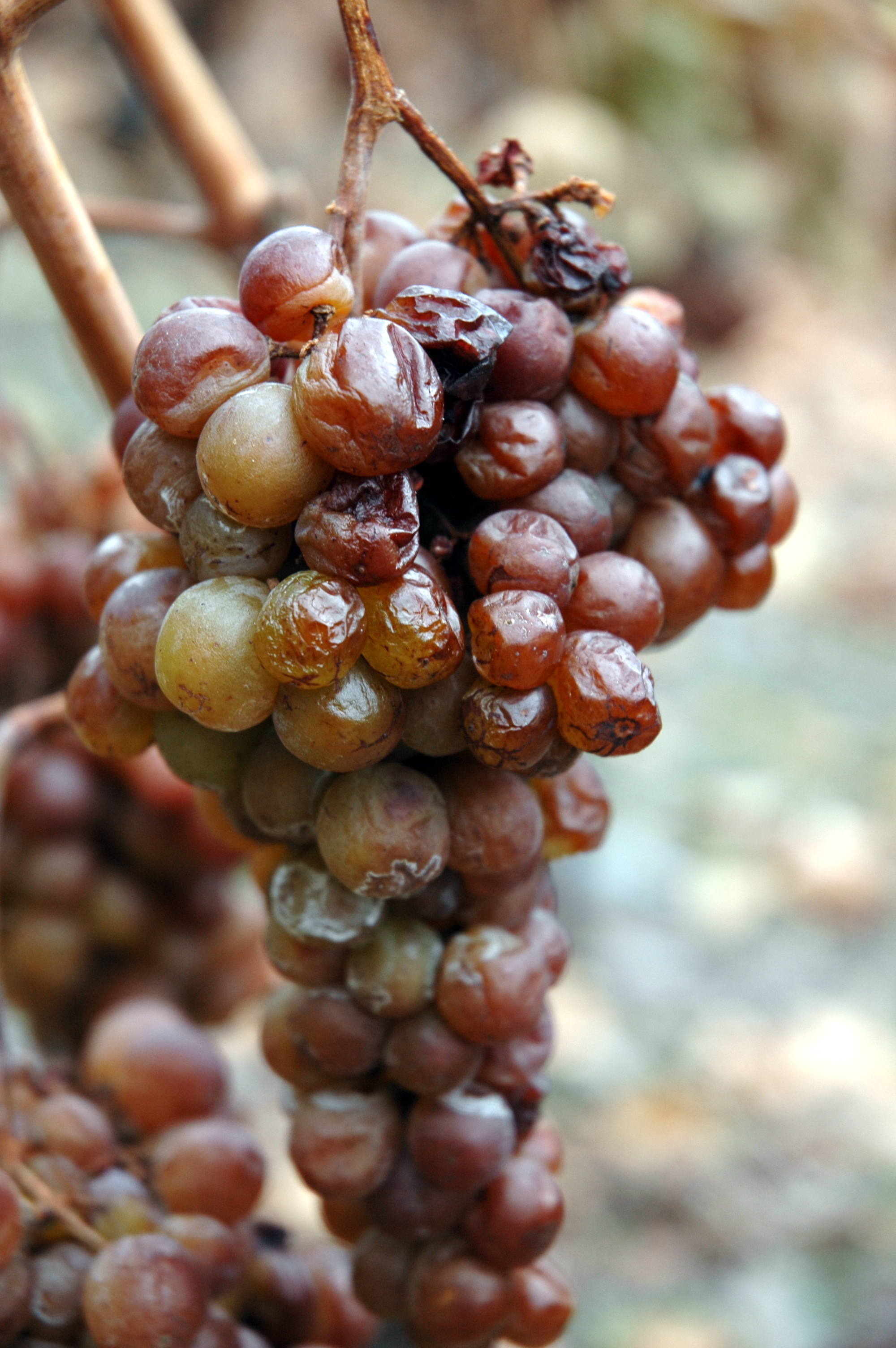
Botrytický hrozen Marsanne blanc s cibébami

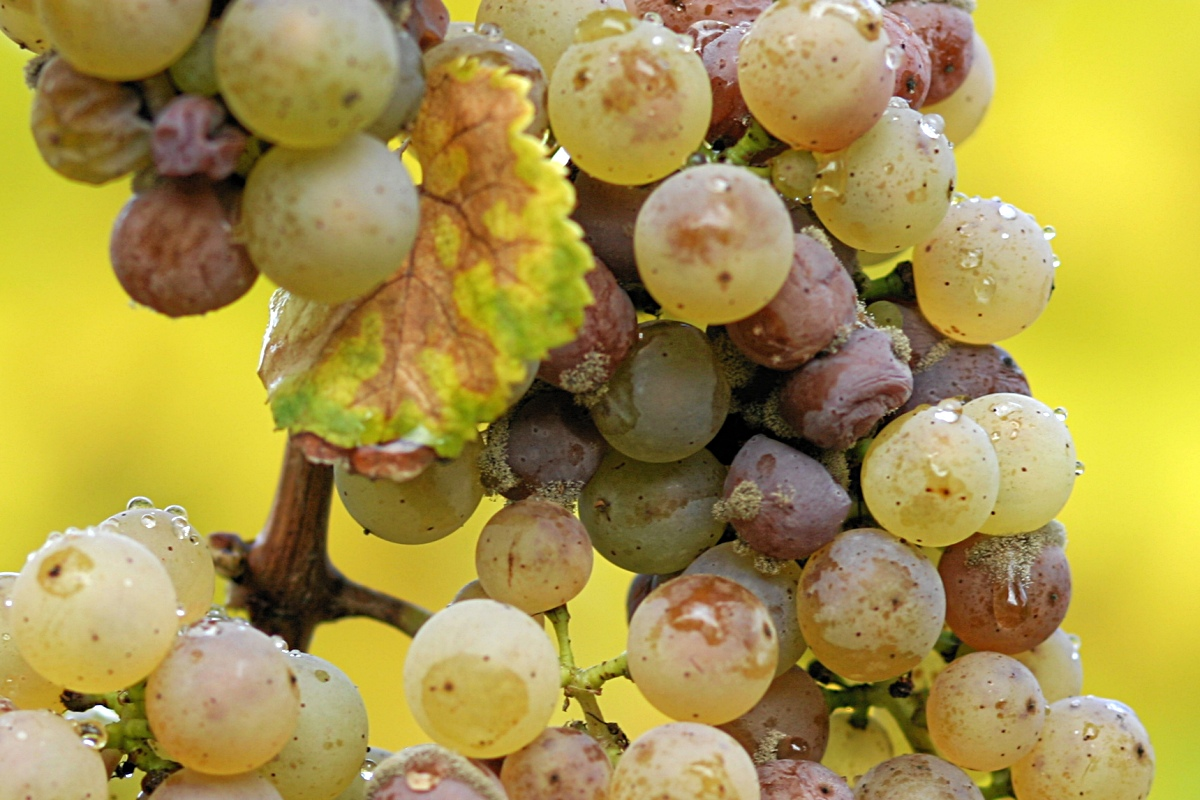
Botrytický hrozen ryzlinku rýnského s cibébami

Cibéba (z německého die Zibebe, původně z arabského زبيبة zibiiba - hrozinka), je částečně seschlá bobule révy vinné, obvykle napadená ušlechtilou plísní Botrytis cinerea. Cibéby se využívají k výrobě speciálních vín, zejména botrytických.

## Vznik a klasifikace
Názory na význam pojmu cibéba se různí i mezi odborníky. V České republice se tento termín používá pro bobuli seschlou jak přirozenou cestou, tak za přispění botrytidy v podobě Botrytis cinerea.
Jako botrytida bývá označována ušlechtilá forma napadení plísní šedou. Ta se projevuje pouze za příznivého počasí, kdy na vinici v ranních hodinách převládají mlhy, které kolem poledního střídá slunce. Pokud je počasí chladnější a deštivé, projevuje se plíseň šedá v podobě hniloby, která hrozny deklasuje.
Proces cibébovatění začíná vyklíčením spór plísně šedé na povrchu bobule. Vlákna plísně (hyfy) pronikají slupkou, čímž ji rozruší a umožní odpařování vody obsažené v bobuli a koncentraci šťávy uvnitř. Rostlina se plísni brání dalším zvyšováním cukernatosti. Krom zahušťování a zvyšování cukernatosti dochází k odbourávání kyselin a vzniku druhotných buketních látek, které se podepisují na charakteru výsledných vín.

## Vína
Cibéby se používají k výrobě speciálních vín, která jsou vysoce ceněna pro unikátní charakter.
- Výběr z cibéb - přívlastkové víno vyrobené z cibéb vzniklých přirozeně na keři (seschlých i botrytických) s cukernatostí minimálně 32° normalizovaného moštoměru (stanovuje český vinařský zákon)
- Botrytický sběr (či výběr) - jakékoli víno, k jehož výrobě byly (plně či částečně) použité bobule napadené botrytidou
- Tokajský výběr (Aszú) - vína Tokajské oblasti (vinařská oblast na hranicích Slovenska a Maďarska) vyráběna oxidativní metodou s přídavkem odměřeného množství botrytických cibéb.
- Tokajské samorodné - víno Tokajské oblasti s přirozeným obsahem botrytických cibéb (množství cibéb záleží na konkrétní úrodě)
- Tokajský fordítáš - víno vyrobené z moštu či vína, do kterého byly přidané vylisované zbytky cibéb (matoliny)
- Tokajská výběrová esence - víno vyrobené kvašením cibéb zalitých kvalitním moštem či vínem s vysokým obsahem přírodního cukru
- Tokajská esence - víno vyrobené pomalým prokvašením samotoku (šťáva, kterou ze sebe cibéby vylisují vlastní vahou)
- Commandaria - kyperské víno vyráběné z přezrálých bobulí starých odrůd pěstovaných na sopečných vinicích Kypru. Bobule jsou dále dosušovány na slunci. Kvašení je většinou zastaveno přídavkem pálenky (fortifikace)
- "Spätlese" - německá obdoba našeho pozdního sběru, pokud je vyráběna tradiční cestou, může obsahovat podíl cibéb; dnes je stanovena již jen minimální cukernatost 19° bez požadavku na obsah cibéb.